# Mama Loves Papa (1933)
Mama Loves Papa is een Amerikaanse filmkomedie uit 1933 onder regie van Norman Z. McLeod. Destijds werd de film in Nederland uitgebracht onder de titel Mammie en pappie.

## Verhaal
Wilbur Todd is tevreden over zijn leven, maar zijn vrouw Jessie wil hogerop. Ze wil dat hij dure kleren draagt, omdat ze gelooft dat de kleren de man maken. Wanneer Wilbur op een dag wordt uitgelachen met zijn nieuwe kleren, gaat hij aan de boemel en legt het aan met mevrouw McIntosh.

## Rolverdeling
| Acteur          | Personage           |
| --------------- | ------------------- |
| Charles Ruggles | Wilbur Todd         |
| Mary Boland     | Jessie Todd         |
| Lilyan Tashman  | Mevrouw McIntosh    |
| George Barbier  | Mijnheer Kirkwood   |
| Walter Catlett  | Tom Walker          |
| Morgan Wallace  | Mijnheer McIntosh   |
| Ruth Warren     | Sara Walker         |
| George Beranger | Basil Pew           |
| Tom Ricketts    | Mijnheer Pierrepont |
| Warner Richmond | Radicaal            |
| Frank Sheridan  | Burgemeester        |
| Tom McGuire     | O'Leary             |